# Mesterholdenes Europa Cup 1957-58
Europacuppen for Mesterhold 1957-58 var den tredje europacupturnering for mesterhold.
Med 24 deltagende klubber var yderligere to kommet til i forhold til sæsonen før.
Danmark var for tredje gang repræsenteret ved AGF. Denne gang nåede klubben en runde videre.
Turneringen blev igen vundet af Real Madrid; denne gang med finalesejr over AC Milan på Heyssel Stadion i Bruxelles.
For første gang blev der spillet to gange 15 minutters ekstra tid.
Turneringen vil især blive husket for flykatastrofen i München, hvor otte Manchester United-spillere blev dræbt, på vej hjem fra Beograd,
hvor de i kvartfinalen netop havde spillet 3-3.

## Indledende runde
| Klub 1           | Samlet | Klub 2                 | 1. kamp | 2. kamp | Kommentar                  |
| ---------------- | ------ | ---------------------- | ------- | ------- | -------------------------- |
| CDNA Sofia       | 3-7    | Vasas SC               | 2-1     | 1-6     | -                          |
| Glasgow Rangers  | 4-3    | AS Saint-Étienne       | 3-1     | 1-2     | -                          |
| Stade Dudelange  | 1-14   | Røde Stjerne Beograd   | 0-5     | 1-9     | -                          |
| AGF              | 3-0    | Glenavon FC            | 0-0     | 3-0     | -                          |
| Gwardia Warszawa | 4-4    | Wismut Karl Marx Stadt | 3-1     | 1-3     | Se uddybende forklaring.   |
| Sevilla FC       | 3-1    | Benfica                | 3-1     | 0-0     | -                          |
| Shamrock Rovers  | 2-9    | Manchester United      | 0-6     | 2-3     | -                          |
| AC Milan         | 6-6    | Rapid Wien             | 4-1     | 2-5     | Tredje kamp 4-2 til Milan. |

1. ↑  I en tredje kamp stod det 1-1 i den forlængede spilletids 100. minut, da projektørlyset gik ud. Afgørelsen faldt derefter ud til Wismuts fordel ved et møntkast.

## 1/8-finaler
| Klub 1                 | Samlet | Klub 2               | 1. kamp | 2. kamp | Kommentar                    |
| ---------------------- | ------ | -------------------- | ------- | ------- | ---------------------------- |
| Royal Antwerp          | 1-8    | Real Madrid          | 1-2     | 0-6     | -                            |
| IFK Norrköping         | 3-4    | Røde Stjerne Beograd | 2-2     | 1-2     | -                            |
| Wismut Karl Marx Stadt | 1-4    | Ajax                 | 1-3     | 0-1     | -                            |
| Young Boys             | 2-3    | Vasas SC             | 1-1     | 1-2     | -                            |
| Manchester United      | 3-1    | Dukla Prag           | 3-0     | 0-1     | -                            |
| Sevilla FC             | 4-2    | AGF                  | 4-0     | 0-2     | -                            |
| Borussia Dortmund      | 5-5    | CCA Bukarest         | 3-1     | 2-4     | Tredje kamp 3-1 til Dortmund |
| Glasgow Rangers        | 1-6    | AC Milan             | 1-4     | 0-2     | -                            |

## Kvartfinaler
| Klub 1            | Samlet | Klub 2               | 1. kamp | 2. kamp | Kommentar |
| ----------------- | ------ | -------------------- | ------- | ------- | --- |
| Real Madrid       | 10-2   | Sevilla FC           | 8-0     | 2-2     | - |
| Manchester United | 5-4    | Røde Stjerne Beograd | 2-1     | 3-3     | På vejen hjem fra den sidste kamp i Beograd blev Manchester Uniteds fly ramt af München-ulykken, hvor 8 spillere døde. |
| Ajax              | 2-6    | Vasas SC             | 2-2     | 0-4     | - |
| Borussia Dortmund | 2-5    | AC Milan             | 1-1     | 1-4     | - |

## Semifinaler
| Klub 1            | Samlet | Klub 2   | 1. kamp | 2. kamp | Kommentar |
| ----------------- | ------ | -------- | ------- | ------- | --------- |
| Real Madrid       | 4-2    | Vasas SC | 4-0     | 0-2     | -         |
| Manchester United | 2-5    | AC Milan | 2-1     | 0-4     | -         |

## Finale
| Klub 1      | Samlet | Klub 2   | Kommentar |
| ----------- | ------ | -------- | --- |
| Real Madrid | 3-2    | AC Milan | Kampen foregik på Heysel Stadion i Bruxelles. Mål scoret: 0-1 Schiaffino 59', 1-1 Stefano 74', 1-2 Grillo 78´, 2-2 Rial 79', 3-2 Gento 107' |

## Topscoreliste
| Nr. | Spiller                 | Hold                 | Mål |
| --- | ----------------------- | -------------------- | --- |
| 1   | Alfredo Di Stéfano      | Real Madrid          | 10  |
| 2   | Bora Kostić             | Røde Stjerne Beograd | 9   |
| 3   | Lajos Csordás           | Vasas                | 8   |
| 4   | Dezső Bundzsák          | Vasas                | 6   |
| 4   | Ernesto Grillo          | Milan                | 6   |
| 6   | Gastone Bean            | Milan                | 5   |
| 6   | Juan Alberto Schiaffino | Milan                | 5   |
| 8   | Jovan Cokić             | Røde Stjerne Beograd | 4   |
| 8   | Héctor Rial             | Real Madrid          | 4   |
| 8   | Dennis Viollet          | Manchester United    | 4   |
| 11  | Antoniet                | Sevilla              | 3   |
| 11  | Bobby Charlton          | Manchester United    | 3   |
| 11  | Carlo Galli             | Milan                | 3   |
| 11  | Francisco Gento         | Real Madrid          | 3   |
| 11  | Raymond Kopa            | Real Madrid          | 3   |
| 11  | Ramón Marsal            | Real Madrid          | 3   |
| 11  | Pieter Ouderland        | Ajax                 | 3   |
| 11  | David Pegg              | Manchester United    | 3   |
| 11  | Wolfgang Peters         | Borussia Dortmund    | 3   |
| 11  | Gyula Szilágyi          | Vasas                | 3   |
| 11  | Tommy Taylor            | Manchester United    | 3   |

I alt 187 mål i 48 kampe. Gennemsnit 3,90 mål/kamp.